# Ekaterina Mikhailova-Demina
Ekaterina Illarionovna Mikhailova-Demina (em russo:  Екатерина Илларионовна Михайлова-Дёмина; 22 de dezembro de 1925 — 24 de junho de 2019) foi uma militar russa. Foi a única mulher que atuou no reconhecimento da linha de frente da infantaria soviética durante a Segunda Guerra Mundial.
Ela levou centenas de homens para fora do campo de batalha e foi seriamente ferida três vezes durante a sua carreira como médica dos fuzileiros navais. Apesar de várias vezes ter sido nomeada, foram-lhe negadas as altas honras militares com o final da guerra, refletindo a desigual abordagem para honrar a sua luta de homens e mulheres na União Soviética. No entanto, ela foi tardiamente reconhecida pelo Presidente Mikhail Gorbachev , em maio de 1990 com o título de Herói da União Soviética.

## Atuação na guerra
Nascida em Leningrado, Mikhailova-Demina perdeu os pais ainda jovem e cresceu em um orfanato de Leningrado. Ela tinha quinze anos no momento da eclosão da Grande Guerra Patriótica, em junho de 1941, mas prontificou-se de imediato para o serviço militar em Smolensk depois de um trem em que ela viajava para Brest ser bombardeado. Apesar de adicionar dois anos a sua idade, ela foi rejeitada no alistamento, mas foi aceita em um hospital militar. Os pacientes logo tiveram de ser evacuados, depois que o prédio em que estavam ser bombardeado, mas Mikhailova-Demina ficou para trás para atuar como médica de campo para o Exército Vermelho, que precisava desesperadamente de pessoal médico. Ela atuou especialmente no processo militar da aproximação alemã rumo a Moscou, durante o verão de 1941. Quando ela sofreu uma grave lesão em sua perna em combate perto de Gzhatsk, ela foi enviada para os Urais para se recuperar.
No regresso ao trabalho, ela foi enviada para o Moscou Vermelho, um navio-hospital da Marinha Soviética, que foi empregado no transporte de soldados feridos de Stalingrado para Krasnoyarsk. Ela foi promovida ao posto de suboficial e elogiada por seu serviço exemplar. No entanto, ela entediou-se com o trabalho e ofereceu-se para o serviço da linha de frente com uma flotilha em Azov, da infantaria naval soviética. Apesar de seu pedido ser inicialmente negado, ela apelou para o governo em Moscou e foi aceita para o serviço no 369o Batalhão de Infantaria  Independente Naval, em fevereiro de 1943. Ela primeiro participou de ações de guerra com os fuzileiros navais na Península de Taman sobre o Mar de Azov, antes de passar para batalhas em outros lugares ao longo do litoral do Mar Negro e o rio Dniestre. Após a sua unidade ser transferida para o Danúbio ela atravessou Romênia, Bulgária, Hungria, Iugoslávia e Áustria, e terminou a guerra em Viena.
Ela não foi bem recebida inicialmente pelos homens em sua unidade. No entanto, ela foi logo aceita, ao provar que ela poderia aguentar-se na linha de frente. Ela participava tanto da investigação do território inimigo ao lado de seus colegas homens quanto tratava de feridos e os mantinha em segurança. Ela ganhou sua primeira medalha de coragem por sua participação na recaptura de Temryuk na Península de Taman e foi premiada com a primeira das duas Ordens da Guerra Patriótica por participar da Batalha de Kerch.
Em agosto de 1944 Mikhailova-Demina participou de uma operação commando para recapturar a cidade de Bilhorod-Dnistrovskyi na Ucrânia. Sua unidade cruzou o estuário do Dniestre em barcos de borracha e escalou uma barreira inimiga. Mikhailova-Demina foi a primeira do grupo a subir o penhasco e juntou-se a à linha de frente para expulsar o inimigo a partir do cume. Ela sozinha atacou uma posição alemã fortificada, fazendo 14 presos, e cuidou de 17 feridos, ajudando-os a ficar em segurança. Ela ganhou uma Ordem do Estandarte Vermelho por seu papel no ataque.
Quatro meses depois, em dezembro de 1944, sua unidade avançou até a Iugoslávia. Durante um ataque à fortaleza de Ilok, na Croácia, ela foi uma das 50 fuzileiros navais, que levaram a cabo um ataque diversionista a partir de uma pequena ilha no rio Danúbio, abaixo da fortaleza. A unidade teve de usar as árvores como posições de tiro, pois a ilha estava inundada. No tiroteio que se seguiu, Mikhailova-Demina foi acertada na mão. Apenas 13 integrantes da sua unidade sobreviveram a uma intensa troca de tiros e todos ficaram feridos. Algumas das vítimas caíram de suas árvores e na água gelada, mas foram salvos por Mikhailova-Demina, que saltou e usou cintos e outras cordas para amarrar os homens feridos a árvores. Sete homens foram salvos por ela. A batalha a deixou com a dupla pneumonia, além do ferimento na mão, e ela teve de ser hospitalizada. Ela deixou o hospital mais cedo sem autorização e voltou para sua unidade. Ela foi premiada com uma segunda Ordem do Estandarte Vermelho por seu heroísmo.

## Pós-guerra e reconhecimento
Mikhailova-Demina foi liberada do serviço em novembro de 1945, mas continuou a trabalhar como médica, após a guerra, incluindo passagens na Cruz Vermelha. Ela foi condecorada com a Medalha Florence Nightingale pelo Comitê Internacional da Cruz Vermelha por seu trabalho durante a guerra; ela é a única mulher russa a ter recebido o prêmio. Em 1950, formou-se no Instituto Médico de Leningrado e trabalhou como médica por 36 anos, aposentando-se em 1985.
Ela foi nomeada três vezes para Herói da União Soviética, a mais alta distinção do país, mas foi rejeitada em cada ocasião. Ela finalmente recebeu a medalha junto com a Ordem de Lenin e a Estrela Dourada, a partir de um decreto emitido pelo presidente Gorbachev em 5 de maio de 1990, que marcou o 45º aniversário do fim da guerra. Mikhailova-Demina foi uma das últimas reconhecidas antes da queda da União Soviética, em 1991.

## Prêmios e distinções
- Herói da União Soviética
- Ordem de Lenin
- Duas Ordens do Estandarte Vermelho
- Ordem da Guerra Patriótica, 1ª classe
- Ordem da Guerra Patriótica, eª classe
- Medalha "Por Coragem"
- Medalha "Pela Captura de Viena"
- Medalha "Pela Captura de Königsberg"
- Medalha "Pela Captura de Budapeste"
- Medalha "Pela Vitória sobre a Alemanha na Grande Guerra Patriótica de 1941-1945"
- Medalha do jubileu de "Vinte Anos de Vitória na Grande Guerra Patriótica de 1941-1945"
- Medalha do jubileu de "Trinta Anos da Vitória na Grande Guerra Patriótica de 1941-1945"
- Medalha do jubileu de "Quarenta Anos da Vitória na Grande Guerra Patriótica de 1941-1945"
- Medalha do jubileu de "60 Anos da Vitória na Grande Guerra Patriótica de 1941-1945"
- Medalha do jubileu de "65 Anos da Vitória na Grande Guerra Patriótica de 1941-1945"
- Medalha do jubileu de "50 Anos das Forças Armadas da URSS"
- Medalha do jubileu de "60 Anos das Forças Armadas da URSS"
- Medalha do Jubileu "Em Comemoração ao 100.º Aniversário do Nascimento de Vladimir Ilitch Lenin"
- Medalha do jubileu de "300 Anos da Marinha russa"